# Polnische Meisterschaften im Skilanglauf 2020
Die Polnischen Meisterschaften im Skilanglauf 2020 fanden vom 31. Januar bis zum 2. Februar 2020 in Zakopane und am 29. Februar und 1. März 2020 in Szklarska Poręba statt. Ausgetragen wurden bei den Männern die Distanzen 15 km und 50 km und bei den Frauen 10 km und 25 km. Zudem wurden Sprint und Staffelrennen absolviert. Die Sprintrennen und das 10- bzw. 15-km-Rennen am 1. und 2. Februar wurden im Rahmen des Slavic-Cups und die Langdistanzrennen am 29. Februar und 1. März im Rahmen des Bieg Piastóws ausgetragen. Bei den Männern gewann Dominik Bury über 15 km und 50 km sowie mit der Staffel für den KS AZS-AWF Katowice. Zudem siegte Kamil Bury im Sprint. Bei den Frauen holte Monika Skinder den Meistertitel im Sprint, Izabela Marcisz über 10 km und Justyna Kowalczyk über 25 km. Das Staffelrennen gewann der LKS Markam Wiśniowa Osieczany.

## Ergebnisse Herren

### Sprint Freistil
| Platz | Name              | Verein                |
| ----- | ----------------- | --------------------- |
| 1     | Kamil Bury        | KS AZS-AWF Katowice   |
| 2     | Maciej Staręga    | UKS Rawa Siedlce      |
| 3     | Kacper Antolec    | KS AZS-AWF Katowice   |
| 4     | Mateusz Haratyk   | Trójwieś Beskidzka    |
| 5     | Michał Skowron    | KS AZS-AWF Katowice   |
| 6     | Paweł Klisz       | UKS Rawa Siedlce      |
| 7     | Piotr Sobiczewski | UKS Rawa Siedlce      |
| 8     | Sebastian Bryja   | UKS Regle Kościelisko |

Datum: 1. Februar

Es waren 69 Läufer am Start. Dieses Rennen gehörte zugleich zum Slavic Cup.

### 4 × 7,5 km Staffel
| Platz | Team                                                                              | Zeit (std) |
| ----- | --------------------------------------------------------------------------------- | ---------- |
| 1     | KS AZS-AWF KatowiceKamil Bury Dominik Bury Krzysztof Małkiński Kacper Antolec     | 1:17:40,1  |
| 2     | UKS Regle KościeliskoRobert Bugara Mateusz Chowaniak Kamil Wójcik Sebastian Bryja | 1:20:26,8  |
| 3     | UKS Rawa SiedlceArkadiusz Posiadała Maciej Staręga Piotr Sobiczewski Paweł Klisz  | 1:20:58,2  |

Datum: 31. Januar

Es waren 5 Teams am Start.

### 15 km klassisch
| Platz | Name              | Verein                | Zeit (min) |
| ----- | ----------------- | --------------------- | ---------- |
| 1     | Dominik Bury      | KS AZS-AWF Katowice   | 39:46,1    |
| 2     | Mateusz Haratyk   | Trójwieś Beskidzka    | 40:56,5    |
| 3     | Kamil Bury        | KS AZS-AWF Katowice   | 41:38,5    |
| 4     | Maciej Staręga    | UKS Rawa Siedlce      | 42:30,8    |
| 5     | Kacper Antolec    | KS AZS-AWF Katowice   | 42:37,2    |
| 6     | Michał Skowron    | KS AZS-AWF Katowice   | 42:49,7    |
| 7     | Mateusz Chowaniak | UKS Regle Kościelisko | 43:18,6    |
| 8     | Paweł Klisz       | UKS Rawa Siedlce      | 43:40,6    |
| 9     | Dawid Damian      | KS AZS-AWF Katowice   | 44:18,5    |
| 10    | Robert Bugara     | UKS Regle Kościelisko | 44:19,6    |

Datum: 2. Februar

Es waren 38 Läufer am Start. Dieses Rennen gehörte zugleich zum Slavic Cup.

### 50 km klassisch Massenstart
| Platz | Name                | Verein                        | Zeit (std) |
| ----- | ------------------- | ----------------------------- | ---------- |
| 1     | Dominik Bury        | KS AZS-AWF Katowice           | 2:07:17,0  |
| 2     | Jakob Walther       | Deutschland                   | 2:07:18,1  |
| 3     | Jonas Bstak         | Tschechien                    | 2:07:20,6  |
| 4     | Peter Mlynár        | Slowakei                      | 2:07:47,4  |
| 5     | Pavel Janecek       | Tschechien                    | 2:08:13,7  |
| 6     | Kacper Antolec      | KS AZS-AWF Katowice           | 2:09:44,3  |
| 7     | Pavel Ondrasek      | Tschechien                    | 2:10:12,9  |
| 8     | Krzysztof Małkiński | KS AZS-AWF Katowice           | 2:10:13,8  |
| 9     | Miroslav Rypl       | Tschechien                    | 2:10:16,8  |
| 10    | Jan Antolec         | LKS Markam Wiśniowa-Osieczany | 2:13:36,9  |

Datum: 29. Februar

## Ergebnisse Frauen

### Sprint Freistil
| Platz | Name                | Verein                              |
| ----- | ------------------- | ----------------------------------- |
| 1     | Monika Skinder      | MULKS Tomaszów Mazowiecki           |
| 2     | Izabela Marcisz     | Stowarzyszenie Sportowe Prządki-ski |
| 3     | Weronika Kaleta     | LKS Markam Wiśniowa-Osieczany       |
| 4     | Eliza Rucka         | KS AZS-AWF Katowice                 |
| 5     | Karolina Kaleta     | LKS Markam Wiśniowa-Osieczany       |
| 6     | Barbora Klementová  | Slowakei                            |
| 7     | Magdalena Kobielusz | Sokół Szczyrk                       |
| 8     | Mária Danielová     | Slowakei                            |

Datum: 1. Februar

Es waren 51 Läuferinnen am Start. Dieses Rennen gehörte zugleich zum Slavic Cup

### 4 × 5 km Staffel
| Platz | Team                                                                                              | Zeit (std) |
| ----- | ------------------------------------------------------------------------------------------------- | ---------- |
| 1     | LKS Markam Wiśniowa Osieczany IWeronika Kaleta Anna Żółtak Karolina Kaleta Iwona Piekarz          | 1:04:52,0  |
| 2     | MKS Halicz Ustrzyki DolneLuiza Motyka Oliwia Buśko Emilia Kwaśniak Andżelika Szyszka              | 1:08:14,2  |
| 3     | LKS Witów SKI Mszana GórnaEwelina Kołodziej Magdalena Murzyn Aleksandra Kołodziej Gabriela Dawiec | 1:11:50,7  |
| 4     | LKS Markam Wiśniowa OsieczanyKinga Dróżdż Renata Król Izabela Dudzik Izabela Banach               | 1:15:33,2  |
| 5     | UKS Rawa SiedlceRozalia Prokurat Joanna Bronisz Anna Bielecka Oliwia Pawełko                      | 1:16:36,5  |

Datum: 31. Januar

Es waren 5 Teams am Start.

### 10 km klassisch
| Platz | Name                | Verein                              | Zeit (min) |
| ----- | ------------------- | ----------------------------------- | ---------- |
| 1     | Izabela Marcisz     | Stowarzyszenie Sportowe Prządki-ski | 31:22,7    |
| 2     | Monika Skinder      | MULKS Tomaszów Mazowiecki           | 32:16,7    |
| 3     | Weronika Kaleta     | LKS Markam Wiśniowa-Osieczany       | 33:18,8    |
| 4     | Karolina Kaleta     | LKS Markam Wiśniowa-Osieczany       | 34:14,6    |
| 5     | Magdalena Kobielusz | Sokół Szczyrk                       | 34:29,5    |
| 6     | Karolina Kukuczka   | MKS Istebna                         | 34:50,9    |
| 7     | Laura Legierska     | Trójwieś Beskidzka                  | 35:16,2    |
| 8     | Marcelina Wojtyła   | KS AZS-AWF Katowice                 | 36:12,2    |
| 9     | Oliwia Buśko        | MKS Halicz Ustrzyki                 | 36:39,3    |
| 10    | Weronika Jarecka    | LKS Klimczok Bystra                 | 37:16,1    |

Datum: 2. Februar

Es waren 50 Läuferinnen am Start.

### 25 km klassisch Massenstart
| Platz | Name                | Verein                        | Zeit(std) |
| ----- | ------------------- | ----------------------------- | --------- |
| 1     | Justyna Kowalczyk   | KS AZS-AWF Katowice           | 1:25:39,5 |
| 2     | Marcelina Wojtyła   | KS AZS-AWF Katowice           | 1:28:00,7 |
| 3     | Weronika Jarecka    | LKS Klimczok Bystra           | 1:30:02,8 |
| 4     | Andżelika Szyszka   | MKS Halicz Ustrzyki           | 1:31:35,8 |
| 5     | Kinga Mareczek      | MKS Karkonosze                | 1:36:41,8 |
| 6     | Kamila Boczkowska   | MKS Karkonosze                | 1:36:47,8 |
| 7     | Aleksandra Ciepiela | MKS Karkonosze                | 1:37:00,9 |
| 8     | Anna Żółtak         | LKS Markam Wiśniowa-Osieczany | 1:37:02,0 |

Datum: 1. März